# Boarmia destinataria
Boarmia destinataria là một loài bướm đêm trong họ Geometridae.